# Aya Matsuura
Aya Matsuura (松浦 亜弥?, Matsuura Aya; Himeji, 25 giugno 1986) è una cantante, attrice e idol giapponese.
È una delle più celebri cantanti appartenenti all'Hello! Project. Ha intrapreso anche una carriera di attrice, interpretando due film e apparendo in molti programmi televisivi.

## Biografia
Nel 2000 Aya Matsuura partecipò a un'audizione per la quarta generazione delle Morning Musume., posizionandosi al quarto posto e vincendo un premio. La Matsuura entrò così a far parte del sottogruppo delle Morning Musume, l'Hello! Project.
Nell'aprile 2001 la Matsuura pubblicò il suo primo singolo, intitolato Dokki Doki! Love Mail, che ottenne un buon successo vendendo circa 70 000 copie. Sempre nel 2001 uscirono altri tre singoli, mentre nel gennaio 2002 uscì il primo album discografico, intitolato First Kiss, che raggiunse la terza posizione dell'Oricon e lanciò la Matsuura come cantante di successo.
Oltre a far parte dell'Hello! Project, la Matsuura lavorò anche con altri sottogruppi quali i Gomattou e le DEF.DIVA, incidendo in totale 7 album, 21 singoli e una colonna sonora per il musical Sougen no Hito. Il 31 marzo 2009 ha cessato di far parte dell'Hello! Project, continuando la carriera di solista.
Nel 2003 debuttò in veste di attrice, interpretando un ruolo nel film drammatico The Blue Light, mentre nel 2006 interpretò il ruolo della protagonista nel film d'azione Yo-Yo Girl Cop, diretto da Kenta Fukasaku. La Matsuura è apparsa anche in molti spot pubblicitari e in alcuni show televisivi e radiofonici.

## Discografia

### Album
- First Kiss (ファーストKiss) (2002)
- T.W.O (2003)
- X3 (2004)
- Matsuura Aya Best 1 (松浦亜弥ベスト1) (2005)
- Naked Songs (2006)
- Double Rainbow (ダブル レインボウ) (2007)
- Omoi Afurete (想いあふれて) (2009)
- Click you Link me (2010)
- 10th Anniversary Best (2011)

### Singoli
- Dokki Doki! LOVE Mail (ドッキドキ! LOVEメール) (2001)
- Tropical Koishiteru (トロピカ～ル恋して～る) (2001)
- LOVE Namidairo (LOVE涙色) (2001)
- 100Kai no Kiss (100回のKiss) (2001)
- Momoiro Kataomoi (♥桃色片思い♥) (2002)
- Yeah! Meccha Holiday (Yeah! めっちゃホリディ) (2002)
- The Bigaku (The 美学) (2002)
- Sōgen No Hito (草原の人) (2002)
- Ne~e? (ね～え?) (2003)
- Good Bye Natsuo (Good Bye 夏男) (2003)
- The Last Night (2003)
- Kiseki no Kaori Dance (奇跡の香りダンス) (2004)
- Hyacinth (風信子 (ヒヤシンス)) (2004)
- Your Song ~Seishun Sensei~ (Your Song ～青春宣誓～) (2004)
- Watarasebashi (渡良瀬橋) (2004)
- Zutto Suki De Ii Desu Ka? (ずっと 好きでいいですか) (2005)
- Ki ga Tsukeba Anata (気がつけば あなた) (2005)
- Suna wo kamu you ni... Namida (砂を噛むように・・・Namida) (2006)
- Egao (笑顔) (2007)
- Kizuna (きずな) (2008)
- Chocolate Damashii (チョコレート魂) (2009)

## Filmografia
- The Blue Light (Ao no hono-o) di Yukio Ninagawa (2003)
- Matthew's Best Hit TV (serie TV, 2 episodi) (2002-2005)
- Yo-Yo Girl Cop (スケバン刑事 コードネーム= 麻宮サキ, Sukeban Deka: Kōdonēmu= Asamiya Saki) di Kenta Fukasaku (2006)
- Hey! Hey! Hey! Music Champ (serie TV, 1 episodio) (2006)
- Smap x Smap (serie TV, 1 episodio) (2008)